# Uncle Elmer
Stanley C. Fraizer, noto con il ring name Uncle Elmer (Filadelfia, 16 agosto 1937 – Biloxi, 1º luglio 1992), è stato un wrestler statunitense, meglio conosciuto per il periodo passato a lottare nella World Wrestling Federation negli anni ottanta.

## Biografia

### Inizi
Stan Fraizer fu scoperto da Jerry Jarrett e Jerry Lawler, che lo portarono a combattere in federazioni affiliate alla National Wrestling Alliance (NWA) e successivamente nella American Wrestling Association (AWA). Utilizzava svariate gimmick in Tennessee, combattendo sotto diversi ring name quali Giant Rebel, The Lone Ranger, Giant Hillbilly e Tiny Frazier. Nonostante fosse di pelle bianca, lottò anche come Kamala II, una copia del personaggio di Kamala, che all'epoca combatteva in Tennessee.
Vinse numerosi titoli regionali in Tennessee. Combattendo con il suo vero nome, nel 1971 si aggiudicò la versione Mid-America dei titoli NWA Southern Tag Team Championship. Lottando come Plowboy Frazier, formò un tag team insieme a Lawler e vinse l'AWA Southern Tag Team Championship nel 1976. Vinse nuovamente le cinture nel 1978 in coppia con Terry Sawyer.
Il titolo successivo lo conquistò nella Georgia Championship Wrestling. In coppia con Ted DiBiase vinse l'NWA National Tag Team Championship sconfiggendo i Fabulous Freebirds. Il loro regno da campioni durò solo cinque giorni, dopodiché ricedettero le cinture ai Freebirds.

### World Wrestling Federation (1985-1986)
Dal 1985 al 1986, lottò nella World Wrestling Federation come Uncle Elmer. Era membro della stable "The Hillbillies", che includeva anche Hillbilly Jim, Cousin Junior, e Cousin Luke. Gli Hillbillies erano un gruppo di campagnoli zoticoni dal cuore semplice, provenienti dal profondo sud degli Stati Uniti, che eseguivano danze sul ring. La stable ebbe un feud con svariati wrestler heel dell'epoca, inclusi Roddy Piper e Bob Orton Jr.
Nella puntata del 5 ottobre 1985 di Saturday Night's Main Event, registrata due giorni prima, si sposò davvero con Joyce Stazko a dispetto di una storyline che vedeva Roddy Piper cercare di interferire nelle nozze. Durante la cerimonia, il wrestler Jesse "The Body" Ventura lo ammanettò al tavolo dei commentatori e poi lesse una poesia dove criticava il matrimonio per poi essere interrotto da Hillbilly Jim che lo attaccò: l'episodio portò ad un feud tra Elmer e Ventura. Il momento più importante della carriera di Uncle Elmer si ebbe in occasione di WrestleMania 2 nel 1986, dove perse un match contro "Adorable" Adrian Adonis.

### Carriera successiva
Dopo aver lasciato la WWF, continuò a lottare in Tennessee. Come Giant Hillbilly Elmer, fece nuovamente coppia con Lawler e vinse l'AWA Southern Tag Team Championship il 23 giugno 1986. Il regno da campioni della coppia durò meno di un mese, ma successivamente Elmer riconquistò il titolo lottando in coppia con Cousin Junior, riperdendolo due giorni dopo la conquista.
Si trasferì quindi nella Continental Wrestling Association (CWA), dove vinse la cintura di CWA Super Heavyweight Championship il 17 novembre 1986 sconfiggendo Goliath. Cedette la cintura a Jerry Blackwell per poi riconquistarla nuovamente nel 1988. Detenne il titolo fino a quando la compagnia non dismise il titolo quello stesso anno.

## Morte
Soffriva di diabete e di problemi vari connessi al suo eccesso di peso. Questi problemi di salute lo portarono alla morte il 1º luglio 1992. Oggi riposa nel cimitero nazionale di Biloxi, nel Mississippi.

## Nel wrestling
Mosse finali
- Leg drop
- Steamroller
- Standing splash

Manager
- Jimmy Hart[2][10]
- Freddie Blassie[2]
- Hillbilly Jim

## Titoli e riconoscimenti
- Georgia Championship Wrestling
  - NWA National Tag Team Championship (1) - con Ted DiBiase[11]
- NWA Mid-America / Continental Wrestling Association
  - NWA World Tag Team Championship (Mid-America version) (1) – con Dennis Hall[3]
  - AWA Southern Tag Team Championship (4) – con Terry Sawyer (1), Jerry Lawler (2), e Cousin Junior (1)[3]
  - CWA Super Heavyweight Championship (2)[9]
- Wrestling Observer Newsletter awards
  - Worst Tag Team (1985) con Cousin Junior
  - Worst Wrestler (1985)